# ایلویلرز-ا-لایامونت
ایلویلرز-ا-لایامونت (به فرانسوی: Aillevillers-et-Lyaumont) یک کمون در فرانسه است که در Canton of Saint-Loup-sur-Semouse واقع شده‌است.

## خصوصیات
ایلویلرز-ا-لایامونت ۳۶٫۳۰ کیلومترمربع مساحت و ۱٬۷۳۴ نفر جمعیت دارد.